# جاواهیر تر-پطروسیان
جاواهیر آرشاکی تر-پطروسیان (خوتولاشویلی) (ارمنی: Ջավահիր Արշակի Տեր-Պետրոսյան (Խուտուլաշվիլի)؛  زادهٔ ۱۸۸۸ - درگذشته ۱۹۶۱) انقلابی بلشویک اهل ارمنستان بود.

## زندگی‌نامه
وی در ۱۸۸۸ در گوری به دنیا آمد . وی همچنین برندهٔ جوایزی همچون نشان پرچم سرخ کار شده‌است. وی در ۱۹۶۱ در سن ۷۳ سالگی در تفلیس درگذشت.